# تاکاشی یامازاکی
تاکاشی یامازاکی (انگلیسی: Takashi Yamazaki؛ زادهٔ ۱۲ ژوئن ۱۹۶۴) یک کارگردان فیلم، فیلم‌نامه‌نویس و هنرپیشه اهل ژاپن است. او با فیلم غروب جاودان محله سوم جایزه آکادمی فیلم ژاپن برای بهترین کارگردانی و بهترین فیلمنامه را از آن خود کرد.